# Rogers Cup 2015
Rogers Cup 2015 — профессиональный теннисный турнир, проводившийся в Монреале и Торонто, Канада на хардовых кортах. Мужской турнир проводится в 126-й раз, имея в этом году категорию Мастерс; женское же соревнование проводится в 114-й раз и принадлежит к серии Премьер 5. Оба одиночных приза входили в цикл турниров US Open Series. Турнир был проведен с 10 по 16 августа 2015 года.
Прошлогодние победители:
- мужской одиночный разряд —  Жо-Вильфрид Тсонга
- женский одиночный разряд —  Агнешка Радваньская
- мужской парный разряд —  Александр Пейя /  Бруно Соарес
- женский парный разряд —  Роберта Винчи /  Сара Эррани

## Общая информация
Мужской одиночный турнир собрал восемь представителей топ-10 мирового рейтинга. Из лидеров отсутствовали вторая ракетка мира Роджер Федерер и седьмая Давид Феррер. Первым номером посева стал лидер классификации Новак Джокович, а вторым третья ракетка мира Энди Маррей. На правах фаворитов они смогли дойти до очной встречи с друг другом в финале. В матче за титул сильнее оказался британец, девятый раз в карьере обыграв Джоковича. Для Маррея титул в Канаде стал третьим в карьере (до этого он побеждал в 2009 и 2010 годах). В четвертьфинале Энди смог также обыграть прошлогоднего чемпиона Жо-Вильфрида Тсонга. В основном турнире принял участие один представитель России Михаил Южный. Начав турнир с квалификации он смог во втором раунде выбить с турнира № 9 посева Жиля Симона, а сам уступил в третьем раунде № 7 посева Рафаэлю Надалю.
В мужском парном турнире победу одержали главные фавориты Боб и Майк Брайаны, посеянные под первым номером. В финале они обыграли Даниэля Нестора и Эдуара Роже-Васслена. Для братьев Брайанов победа на турнире стала уже пятой в карьере (до этого они выигрывали в 2002, 2006, 2010 и 2012 годах) и по этому показателю они сравнялись с Махешом Бхупати, который до этого моменты был единоличным лидером по количеству парных титулов на местных соревнованиях. Чемпионы двух последних лет Александр Пейя и Бруно Соарес защищали свой титул и смогли выйти в полуфинал, где проиграли братьям Брайанам.
В женском одиночном турнире приняли участие девять представительниц топ-10. Не выступила на турнире лишь вторая ракетка мира Мария Шарапова из-за травмы правой ноги. Лидер рейтинга и первая сеянная соревнований Серена Уильямс дошла до полуфинала, где неожиданно проиграла несеянной теннисистке Белинде Бенчич. Швейцарская теннисистка великолепно сыграла на турнире. До Уильямс она выбила из борьбы № 4 посева Каролину Возняцки и № 5 Ану Иванович. В финале на отказе соперницы от борьбы в третьем сете она обыграла вторую сеянную Симону Халеп. Прошлогодняя чемпионка Агнешка Радваньская защищала свой титул в качестве шестого номера посева и прошла в четвертьфинал, где уступила Халеп. В основной сетке турнира приняло участие две представительницы России: Дарья Гаврилова и Екатерина Макарова. До третьего раунда смогла добраться только Гаврилова.
Парный приз у женщин достался третьим сеянным на турнире Бетани Маттек-Сандс и Луции Шафаржовой, победившие в финале № 4 посева Каролин Гарсию и Катарину Среботник, которые в свою очередь в полуфинале выбили с турнира первую пару турнира Саню Мирзу и Мартину Хингис. Прошлогодние победительницы турнира — Роберта Винчи и Сара Эррани — не защищали свой титул, однако обе принимали участие в турнире. Винчи совместно сЕленой Янкович проиграла уже на старте, а Эррани в дуэте ещё с одной итальянкой Флавией Пеннеттой вышла в четвертьфинал, где они уступили Маттек-Сандс и Шафаржовой.

## Соревнования

### Мужчины одиночки
Энди Маррей обыграл  Новака Джоковича со счётом 6-4, 4-6, 6-3.
- Маррей выигрывает 4-й одиночный титул в сезоне и 35-й за карьеру в основном туре ассоциации.
- Джокович сыграл 9-й одиночный финал в сезоне и 79-й за карьеру в основном туре ассоциации.

### Женщины одиночки
Белинда Бенчич обыграла  Симону Халеп со счётом 7-6(5), 6-7(4), 3-0 — отказ.
- Бенчич выигрывает 2-й одиночный титул в сезоне и за карьеру в туре ассоциации.
- Впервые с 2000 года представитель Швейцарии выигрывает турнир в одиночных соревнованиях.
- Халеп сыграла 4-й одиночный финал в сезоне и 18-й за карьеру в туре ассоциации.

### Мужчины пары
Боб Брайан /  Майк Брайан обыграли  Даниэля Нестора /  Эдуара Роже-Васслена со счётом 7-6(5), 3-6, [10-6].
- братья Брайаны выигрывают 6-й совместный титул в сезоне и 109-й за карьеру (111-й для Майка) в основном туре ассоциации.

### Женщины пары
Бетани Маттек-Сандс /  Луция Шафаржова обыграли  Каролин Гарсию /  Катарину Среботник со счётом 6-1, 6-2.
- Маттек-Сандс выигрывает 5-й парный титул в сезоне и 17-й за карьеру в туре ассоциации.
- Шафаржова выигрывает 4-й парный титул в сезоне и 8-й за карьеру в туре ассоциации.